# Trempealeau County
Das Trempealeau County ist ein County im US-amerikanischen Bundesstaat Wisconsin. Im Jahr 2020 hatte das County 30.760 Einwohner und eine Bevölkerungsdichte von 16,2 Einwohnern pro Quadratkilometer. Der Verwaltungssitz (County Seat) ist Whitehall.

## Geografie

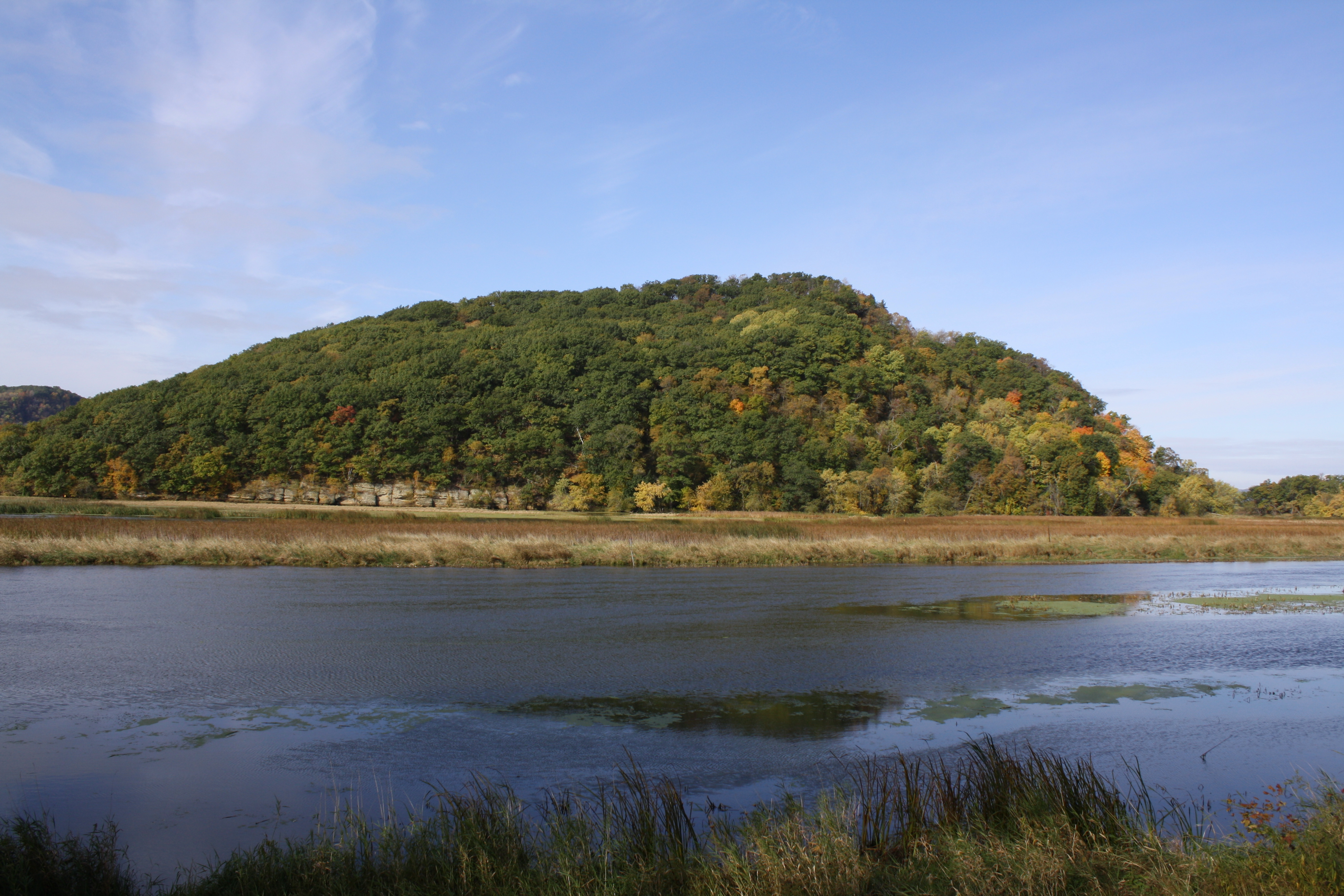
Trempealeau Mountain

Das County liegt im Westen von Wisconsin, grenzt im Süden an Minnesota, getrennt durch den Mississippi River, der die natürliche Grenze bildet. Es hat eine Fläche von 1922 Quadratkilometern, wovon 20 Quadratkilometer Wasserfläche sind. 
Im Trempealeau County liegt der Perrot State Park. Dort mündet der Trempealeau River, der auf seinem Lauf durch das County zuvor den Trempealeau Mountain passierte, in den Mississippi. 
An das Trempealeau County grenzen folgende Nachbarcountys: 
|                           | Eau Claire County |                  |
| Buffalo County            |                   | Jackson County   |
| Winona County (Minnesota) |                   | La Crosse County |

## Geschichte
Das Trempealeau County wurde 1854 aus Teilen des Crawford County und des La Crosse County gebildet. Benannt wurde es nach dem von dem Trempealeau Mountain, der seinen Namen von französischen Entdeckern bekam. Sie nannten ihn la montagne qui trempe à l'eau (der Berg, der in das Wasser getaucht ist), aus dem sich die Kurzform Trempealeau entwickelt hat.

## Bevölkerung
Nach der Volkszählung im Jahr 2010 lebten im Trempealeau County 28.816 Menschen in 11.673 Haushalten. Die Bevölkerungsdichte betrug 15,2 Einwohner pro Quadratkilometer. In den 11.673 Haushalten lebten statistisch je 2,43 Personen. 
Ethnisch betrachtet setzte sich die Bevölkerung zusammen aus 97,5 Prozent Weißen, 0,4 Prozent Afroamerikanern, 0,6 Prozent amerikanischen Ureinwohnern, 0,6 Prozent Asiaten, 0,1 Prozent Polynesiern sowie aus anderen ethnischen Gruppen; 0,9 Prozent stammten von zwei oder mehr Ethnien ab. Unabhängig von der ethnischen Zugehörigkeit waren 6,5 Prozent der Bevölkerung spanischer oder lateinamerikanischer Abstammung.
24,4 Prozent der Bevölkerung waren unter 18 Jahre alt, 58,9 Prozent waren zwischen 18 und 64 und 16,7 Prozent waren 65 Jahre oder älter. 49,4 Prozent der Bevölkerung waren weiblich.

Das jährliche Durchschnittseinkommen eines Haushalts lag bei 48.624 USD. Das Pro-Kopf-Einkommen betrug 24.278 USD. 12,0 Prozent der Einwohner lebten unterhalb der Armutsgrenze.

## Ortschaften im Trempealeau County
Citys
| - Arcadia - Blair - Galesville | - Independence - Osseo - Whitehall |

Villages
| - Eleva - Ettrick - Pigeon Falls | - Strum - Trempealeau |

Census-designated place (CDP)
- Dodge

Andere Unincorporated Communities
| - Beaches Corners - Butman Corners - Centerville - Chapultepee - Coral City | - Dewey Corners - Elk Creek - Frenchville - Hale - Hegg | - Iduna - North Creek - Pine Creek - Pleasantville - Russell | - Tamarack - Upper French Creek - West Prairie - Wrights Corners |

## Gliederung
Das Trempealeau County ist neben den sechs Citys und fünf Villages in 15 Towns eingeteilt:
| Town                 | Einwohner (2010) | FIPS     |
| -------------------- | ---------------- | -------- |
| Town of Albion       | 653              | 55-00925 |
| Town of Arcadia      | 1779             | 55-02525 |
| Town of Burnside     | 511              | 55-11325 |
| Town of Caledonia    | 920              | 55-11975 |
| Town of Chimney Rock | 241              | 55-14525 |

| Town            | Einwohner (2010) | FIPS     |
| --------------- | ---------------- | -------- |
| Town of Dodge   | 389              | 55-20300 |
| Town of Ettrick | 1237             | 55-24425 |
| Town of Gale    | 1695             | 55-28150 |
| Town of Hale    | 1037             | 55-32050 |
| Town of Lincoln | 823              | 55-44500 |

| Town                | Einwohner (2010) | FIPS     |
| ------------------- | ---------------- | -------- |
| Town of Pigeon      | 891              | 55-62650 |
| Town of Preston     | 953              | 55-65500 |
| Town of Sumner      | 810              | 55-78500 |
| Town of Trempealeau | 1756             | 55-80500 |
| Town of Unity       | 506              | 55-81875 |